# Luis Ostos
Luis Fernando Ostos Cruz (Uchiza, 9 de agosto de 1992) es un atleta peruano. Representó a su país en los Juegos Olímpicos de Río en 2016 en la final de los 10 000 m planos ubicándose en el puesto 21. En el 49° Campeonato Sudamericano Lima 2015 ganó medalla de bronce en los 10 000 m e implantó por primera vez un nuevo récord nacional para su carrera deportiva con 28:43.10, ese mismo año representó en los Juegos Panamericanos de Toronto 2015 en la misma especialidad ubicándose en un meritorio 5.º lugar con 29:03.93...
Es el primer peruano en correr por primera vez en toda la historia de su país un sub 28:00.00 en los 10 000 m planos con 27:54.80 en California, Estados Unidos junto a su ídolo Bernard Lagat en el año 2016.
En 2017 volvió a correr otro Sub 28:00.00 parando el cronómetro en 27:53.58 en el mismo lugar de Los Estados Unidos. En el 50.° Campeonato Sudamericano de Asunción 2017 fue subcampeón en los 10 000m. Es campeón y récord Bolivariano en los 10 000 planos con 28:56.95 en Santa Marta, Colombia 2017. 
Récordman y multi-campeón nacional de pruebas de fondo (5000m y 10000m).
Ganó la medalla de oro en la media maratón en el Campeonato Iberoamericano de Atletismo en Alicante, España.